# Jolán Kleiber
Pour les articles homonymes, voir Kleiber.
Jolán Kleiber, née Jolán Kontsek le 29 août 1939 à Budapest et morte le 20 juillet 2022 dans la même ville, est une athlète hongroise spécialiste du lancer du disque.
Elle a remporté une médaille de bronze aux Jeux olympiques d'été de 1968.

## Palmarès

### Jeux olympiques d'été
- Jeux olympiques d'été de 1964 à Tokyo ( Japon)
  - 6e au lancer du disque
- Jeux olympiques d'été de 1968 à Mexico ( Mexique)
  -  Médaille de bronze au lancer du disque
- Jeux olympiques d'été de 1972 à Munich ( Allemagne de l'Ouest)
  - n'a pas participé au lancer du disque

### Championnats d'Europe d'athlétisme
- Championnats d'Europe d'athlétisme de 1962 à Belgrade
  -  Médaille de bronze au lancer du disque
- Championnats d'Europe d'athlétisme de 1966 à Budapest ( Hongrie)
  - 4e au lancer du disque